# Eressué
Eressué (en aragonès, Erisué, nom oficial castellà, Eresué) és una població de la vall de Benasc que pertany al municipi de Saünc, a la província d'Osca.
Es troba a una alçada de 1.350 metres, al vessant nord-occidental d'El Solano. Fins a l'any 1846 pertanyia al municipi de Benasc, però se'n separà, juntament amb Grist, en virtut dels nous districtes municipals creats aquell any.
L'església de la plaça major, dedicada a Sant Joan Baptista, fou construïda al segle xii amb estil romànic llombard. Entorn del segle xvii s'hi van afegir capelles laterals per donar-li forma de creu, sagristia al costat sud de la capçalera i torre defensiva adossada als peus de l'església.